# Streblocera burgeoni
Streblocera burgeoni är en stekelart som beskrevs av De Saeger 1942. Streblocera burgeoni ingår i släktet Streblocera och familjen bracksteklar. Utöver nominatformen finns också underarten S. b. nigriterga.